# Соціальна педагогіка
Соціа́льна педаго́гіка — галузь педагогіки, що вивчає закономірності соціально-культурної адаптації людини, групи, суспільства з метою гармонізації, гуманізації їх взаємовідносин на внутрішньо-, між- та надособовому рівні. Соціальна педагогіка є галуззю педагогіки. Основна категорія яку вона розглядає — соціалізація особистості (входження особистості в соціальне середовище, прийняття норм, цінностей та правил цього середовища, професійне самовизначення).
Соціальна педагогіка в Україні це — досить молода спеціальність, яка зараз знаходиться на етапі розвитку. Як спеціальність та навчальна дисципліна вона була введена в університетські кола в 90-х роках 20 ст.
Споріднена з соціальною роботою.

## Значення та завдання
Основне завдання соціальної педагогіки, як навчальної дисципліни полягає у підготовці кваліфікованих фахівців соціальних педагогів, вивчення різних проблем у галузі педагогічних наук. Як спеціальність допомагає особистості у вирішенні різних життєвих ситуацій, що виникають протягом життєвого шляху особистості.
Вона є і засобом регулювання соціальної поведінки, і засобом соціального контролю, виступаючи водночас й інструментом стабілізації соціокультурної ситуації. Більше того у контексті міжнаціональних проблем, освіта дорослих стає важливим цивілізованим (ненасильницьким, гуманістичним і демократичним) чинником гармонізації міжнаціональних і міждержавних відносин. На всіх рівнях необхідно визнати фундаментальну роль освіти дорослих для створення та реалізації демократичної громадянськості та зміцнення демократичних цінностей..

Форми соціально-педагогічної діяльності — це зовнішнє вираження організації взаємодії соціального педагога та клієнта. Класифікація форм організації соціально-педагогічної роботи неоднозначна, їх можна характеризувати:
1. 3а специфічними ознаками:
- функціональність, яка вказує на таку форму, яка забезпечить реалізацію окремих функцій соціально-педагогічної діяльності (наприклад, здійснення профілактики окремих соціальних ситуацій вимагає одних форм, а реабілітаційна робота — інших);
- структурність, характеризується специфічними правилами побудови окремих організаційних форм;
- інтегративність передбачає об'єднання різних форм соціально-педагогічної діяльності.
2. За напрямками соціально педагогічної діяльності: 
 — пізнавально-розвивальні;
 — художньо-естетичні;
 — спортивні; трудові.
3. За кількісним складом учасників:
 — індивідуальні (робота з окремою людиною);
 — групові (робота з малою групою, сім'єю);
 — масові (робота з великою кількістю людей — громадою);

4. За домінуючим засобом виховного впливу:
 — словесні,
 — практичні,
 — наочні.

5. За складністю побудови:
 — прості,
 — складні,
 — комплексні.

6. За характером змістового наповнення:
 — інформаційні,
 — практичні,
 — інформаційно-практичні.

7. За напрямами соціально-педагогічної діяльності:
 — превентивні,
 — реабілітаційні,
 — захисні та ін.

## Здійснення соціально-педагогічної діяльності
Здійснення соціально-педагогічної діяльностівідбувається у відкритій соціально-педагогічній системі та системі спеціалізованих закладів:

Соціально-педагогічні служби освітніх закладів: дошкільні, загальноосвітні та професійні заклади, коледжі, ліцеї, школи-інтернати, дитячі будинки; спеціалізовані загальноосвітні школи, вищі навчальні заклади.

Соціальні служби спеціалізованих закладів: будинки пристарілих, сімейні дитячі будинки, центри реабілітації, соціальні притулки, спецшколи для дітей з відхиленнями в розумовому і фізичному розвитку, центри зайнятості, біржі праці, в'язниці та ін.

Соціальні служби організацій та підприємств: комерційні структури, гуртожитки, творчі та громадські організації, різноманітні фонди, банки, благочинні організації.
Муніципальні соціальні служби: соціальні служби, соціально-педагогічні, культурно-спортивні комплекси, центри соціальної педагогіки та соціальної роботи, відділи соціального захисту населення, відділення соціальної допомоги тощо.
Служби культурної анімації: підліткові клуби, будинки культури, школи народних ремесел, сімейні клуби, сімейні гуртожитки, ігрові майданчики, парки та ін.
Валеологічні служби: психологічні центри здоров'я, профілакторії, реабілітаційні зали та комплекси, центри народних засобів оздоровлення, медпункти тощо.
Форми соціально-педагогічної діяльності поділяються на: традиційні (бесіди, вікторини, диспути, конкурси, усні журнали, тематичні вечори тощо) і нетрадиційні (молодіжні «Інтернет кафе», вуличні ігротеки, профілактичні програми «Підліток-підлітку», «Ровесник-ровеснику» тощо).
У залежності від сфер діяльності спеціаліста можна визначити такі напрямками соціально-педагогічній діяльності:
- соціально-педагогічна діяльності з сім'єю (проблемною, віруючими батьками, з сім'єю, в якої є обдаровані або хворі діти);
- соціально-педагогічна діяльності в системі шкільної освіти;
- соціально-педагогічна діяльності в мікрорайоні;
- соціально-педагогічна діяльності в притулках;
- соціально-педагогічна діяльність в інтернатних закладах;
- соціально-педагогічна діяльності з важкими дітьми, з дітьми з «групи ризику»;
- соціально-педагогічна діяльності у виправних закладах;
- соціально-педагогічна діяльність як організація дозвілля.
Кожен напрям діяльності має відповідну методику, яка здійснюється за певним алгоритмом, має свою стратегію і тактику і своє спрямування. Однак спільним є логіка діагностики клієнта: вивчити, щоб знати; знати, щоб зрозуміти; зрозуміти, щоб допомогти.
Загальна концепція допомоги полягає:
1) у виявленні причин деформації в розвитку клієнта, пошук засобів і способів їх усунення, зміни середовища в інтересах клієнта;
2) розробки адекватної методики соціально-педагогічного процесу, який дозволить нормальному розвитку клієнта.
Організація допомоги повинна ґрунтуватися на положеннях ООН: загальній декларації прав людини і Конвенції про права дитини. Успіх допомоги можливий за умови об'єднання всіх суб'єктів в єдину систему, центром якої має стати соціальна, психологічна, соціально-правова, психолого-медико-педагогічна служба.
Використана література:
- Шевців З. М. Основи соціально-педагогічної діяльності. Навч. посіб. / З. М. Шевців — К.: Центр учбової літератури, 2012. — 248 с. ; Богданова І. М. Соціальна педагогіка. Навчальний посібник — Харків: Бурун Книга, 2011. — 160 с.

Форма соціально-педагогічної роботи — варіанти організації взаємодії соціального педагога з клієнтами, спрямовані на створення умов для позитивної активності дітей і молоді, вирішення відповідних завдань соціалізації, надання допомоги та підтримки. [1]
Одним з найбільш нерозроблених питань в теорії соціально-педагогічної роботи є класифікація форм роботи. До найбільш типових класифікаційних ознак слід віднести наступні:
- за кількісним складом учасників (індивідуальні, групові, масові);
- за домінуючим засобом впливу на клієнта (словесні, практичні, наочні);
- за складністю побудови(прості, складні, комплексні);
- за провідним напрямом діяльності (інтелектуальні, спортивно-туристичні, трудові, художньо-естетичні, краєзнавчі, екологічні);
- за часом проведення(довгочасні, короткочасні);
- за місцем проведення (кабінетні, вуличні).

Форми соціально-педагогічної роботи поділяються за класифікаційними ознаками:
Класифікайна ознака — Напрям виховної діяльності
Інтелектуальні (Конкурс знавців, оліипіада, брейн-рінг, бесіда, заочна мандрівка, вікторина.)
Художньо- естетичні (Концерт, вистава, бал, виставка творчих робіт)
Спортивно туристичні (Мала олімпіада, туристська сюїта, збір — похід, веселі старти.)
Трудові (Трудовий десант, трудова атака, День майстрів, фабрика Діда Мороза)
Класифікайна ознака — Кількісний склад учасників
Індивідуальні(з обмеж.кількістю учасників)- Бесіда, гра, творче завдання
Групові (у тому числі з розподілом на підгрупи) — Диспут, конкурс, рольова гра, прес — конференція, усний журнал
Масові — Свято, концерт, вогнище, тематичний день, фестиваль
Класифікаційна ознака — Домінуючий засіб виховного впливу
Словесні (Лекція, диспут, збори, прес конференція читання)
Практичні (Змагання, ярмарок, аукціон, похід)
Наочні (Конкурс творчих робіт, емблем, плакатів, газет)
Класифікаційна ознака — За місцем проведення
Кабінетні (Консультація, тренінг, тематичний вечір)
Вуличні (Рейд, ігротека, маніфестація, вулична хода)
Класифікаційна ознака — Складність побудови
Прості (Бесіда, диспут, вікторина, зустріч)
Складні (Усний журнал, свято, концерт, КВК)
Комплексні (Тематичний день, тематичний тиждень, місячник, фестиваль, акція) [2]
Список використаних джерел:
1. Соціальна педагогіка: мала енциклопедія / За заг. ред. проф. І. Д. Звєрєвої. — К. : Центр учбової літератури, 2008. — 336 с. С. 319
2. Вайнола Р. Х. Технологізація соціально-педагогічної роботи: теорія та практика. Навчальний посібник / За ред проф. С. О. Сисоєвої − К. : НПУ імені М. П. Драгоманова, 2008. − 134 с. С. 21

## Вимоги до фахівця
Соціальний педагог, як фахівець повинен дотримуватись таких основних норм та правил:
- Толерантність — соціальний педагог повинен терпляче ставитися до своїх клієнтів і не виражати до них ні симпатії, ні антипатії.
- Конфіденційність отриманої інформації — соціальний педагог не має права розголошувати отриману інформацію про свого клієнта, про його проблеми та негаразди, окрім таких винятків: якщо ця інформація може нашкодити клієнту чи третій особіу; якщо ця інформація потрібна для проведення слідства; та інші випадки що передбачені чинним законодавством України.
- Професіоналізм фахівця — соціальний педагог повинен мати належну освіту та належний рівень кваліфікації щоб плідно працювати в своїй галузі. Також соціальний педагог повинен підвищувати та покращувати свій рівень професіональності вивчаючи нові і опрацьовуючи нові джерела і публікації, статті та видання які можуть покращувати його професіональний рівень. Для підвищення своєї професійності соціальний педагог повинен також проходити курси підвищення кваліфікації, які діють при навчальних закладах, які готують соціальних педагогів.
- Клієнтоцентризм — для соціального педагога інтереси клієнта повинні бути вище своїх власних інтересів.